# V.S.K.Valasai
V.S.K.Valasai (engelska: V.S.K.Valasai (Dindigul-Dist.)) är en ort i Indien.   Den ligger i distriktet Dindigul och delstaten Tamil Nadu, i den södra delen av landet, 2 000 km söder om huvudstaden New Delhi. V.S.K.Valasai ligger 320 meter över havet och antalet invånare är 17 865.
Terrängen runt V.S.K.Valasai är kuperad österut, men västerut är den platt. Runt V.S.K.Valasai är det tätbefolkat, med 257 invånare per kvadratkilometer. Närmaste större samhälle är Dindigul, 19,6 km väster om V.S.K.Valasai. Omgivningarna runt V.S.K.Valasai är en mosaik av jordbruksmark och naturlig växtlighet.